# Normalelement

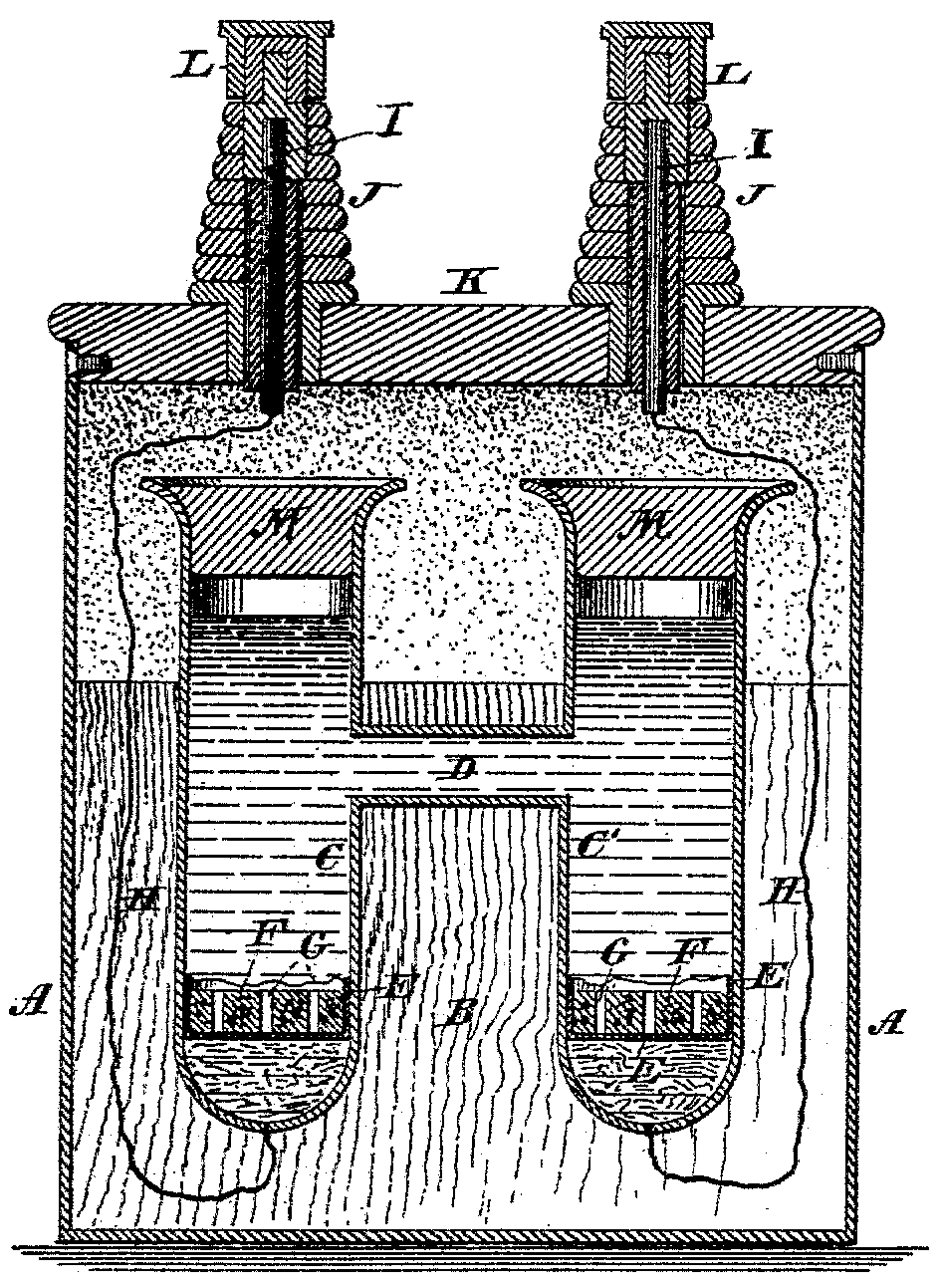
Ritning från Edward Westons amerikanska patent 494.827 föreställande standardcell.

Normalelement är ett galvaniskt element som när det konstrueras efter vissa föreskrifter har en väldefinierad elektromotorisk kraft (EMK). 

## Westonelement
En typ av element som har stor användning vid elektriska precisionsmätningar är Westonelementet, vars EMK är 1,0183 V. 
Den ursprungliga utformningen innehöll en mättad kadmiumcell som producerar en passande 1,018638 V-referens och hade fördelen av att ha en lägre temperaturkoefficient än den tidigare använda Clarkcellen.
Temperaturkoefficienten kan reduceras genom att övergå till en omättad konstruktion, den dominerande typen idag. Dock minskar den omättad cellens produktion med 80 mikrovolt per år, vilket kan kompenseras genom periodisk kalibrering mot en mättad cell.
Nyare mätningar med utnyttjande av Josephsoneffekten har dock visat att stabiliteten inte är fullt så god som man ibland antagit.

### Westonelementets kemi
Anoden är ett amalgam av kadmium med kvicksilver med en katod av rent kvicksilver över vilken en pasta av kvicksilversulfat och kvicksilver placeras.  Elektrolyten är en mättad lösning av kadmiumsulfatoktahydrat, och depolarisator är en pasta av kvicksilversulfat.
Som framgår av bilden består cellen av ett H-format glaskärl med kadmiumamalgam i ena benet och rent kvicksilver i den andra. Elektriska anslutningar till kadmiumamalgam och kvicksilver görs via platinatrådar införda genom de nedre ändarna av benen.
Anodreaktion:
Cd(s)   → Cd2+(aq)  + 2e-
Katodreaktion:
Hg2+SO42-(s) + 2e- → 2Hg(l) + SO42-(aq)
Referensceller måste appliceras på ett sådant sätt att ingen ström dras från dem.